# Музей Тіссен-Борнеміса
Музей Тиссена-Борнемісса (ісп. Museo Thyssen-Bornemisza) — картинна галерея у столиці Іспанії місті Мадриді.
Музей Тиссена-Борнемісса є складовою так званого «Золотого трикутника мистецтв» іспанської столиці разом з Прадо та Центром мистецтв королеви Софії. Музей є чудовим доповненням до колекцій своїх сусідів по «трикутнику»: на відміну від Прадо, у ньому представлені праці італійських примітивістів і живописців англійської, голландської та німецької шкіл, імпресіоністів, експресіоністів, а також європейські та американські полотна другої половини XX століття.

## Загальні дані
Музей розташований у палаці Вільяермоса (ісп. Palacio Villahermosa) за адресою:
Palacio de Villahermosa Paseo del Prado, 8. 28014, Мадрид, Іспанія
Проїзд — метро Banco de España.
Відчинений з вівторка по неділю з 10:00 до 19:00

### Історія колекції
Полотна старих майстрів збирав старший барон Ганс Тіссен-Борнемісса, який цікавився стародавнім живописом Італії. Окрім живопису, збірка активно поповнювалася творами декоративно-ужиткового мистецтва. Так, до зібрання увійшли
- різьблені речі зі слонової кістки
- стародавні меблі
- гобелени
- вироби з кришталю
- кераміка
- ювелірні вироби

Його син віддавав перевагу живописові XIX і XX ст. Теперішня колекція музею охоплює вісім століть європейського живопису, не претендуючи на повноту її висвітлення, а скоріше окреслюючи її основні напрями. Але збірка має відомі твори панівних мистецьких стилів Європи — Раннього та Високого Відродження, маньєризму Італії та Іспанії, бароко Італії, Франції та Фландрії, караваджизм, реалісти Голландії та Іспанії 17 століття, рококо, попередники імпресіонізму, представники постімпресіонізму тощо.
Представлені в збірці і головні жанри європейського живопису — релігійна та міфологічна картина, портрет, побутовий жанр, пейзаж, ведута, натюрморт від зразків Голландії 17 століття до оригіналів Клода Моне.
Одне з центральних місць у зборах займають ранні європейські майстри: значна колекція треченто і кватроченто (XIV і XV ст.), твори італійських художників — Дуччо і його сучасників, роботи ранніх фламандських, голландських і німецьких майстрів, як Ян ван Ейк, Альбрехт Дюрер і Ганс Гольбейн молодший. У колекції широко представлені відомі художники епохи Ренесансу і бароко, включаючи Рубенса, Тиціана і чудовий портрет роботи Доменіко Гірландайо. Серйозний розділ експозиції музею становлять полотна імпресіоністів та пост-імпресіоністів, де є — Клод Моне, П'єр-Огюст Ренуар, Вінсент ван Гог, а також шедеври живопису XX ст. — кубістська робота Пікассо і пізня робота Піта Мондріан. Також дуже своєрідною є колекція північноамериканського живопису XIX століття, практично невідомого в Європі. Вона займає в музеї чотири зали.
Деякі твори з колекції музею експонуються в Національному музеї мистецтва Каталонії в Барселоні.
Колекція картин дісталася Іспанії в наполегливому змаганні з іншими країнами; спочатку на період в дев'ять з половиною років, але тепер вона залишиться в Іспанії. Левову частку збірки барона Генріха фон Тиссена-Борнемісса, яка вважалася найбільшою приватною колекцією у світі після колекції королеви Єлизавети, придбав уряд Іспанії за 44 100 млн песет (232 млн фунтів стерлінгів).

## Галерея

### Картини італійських майстрів

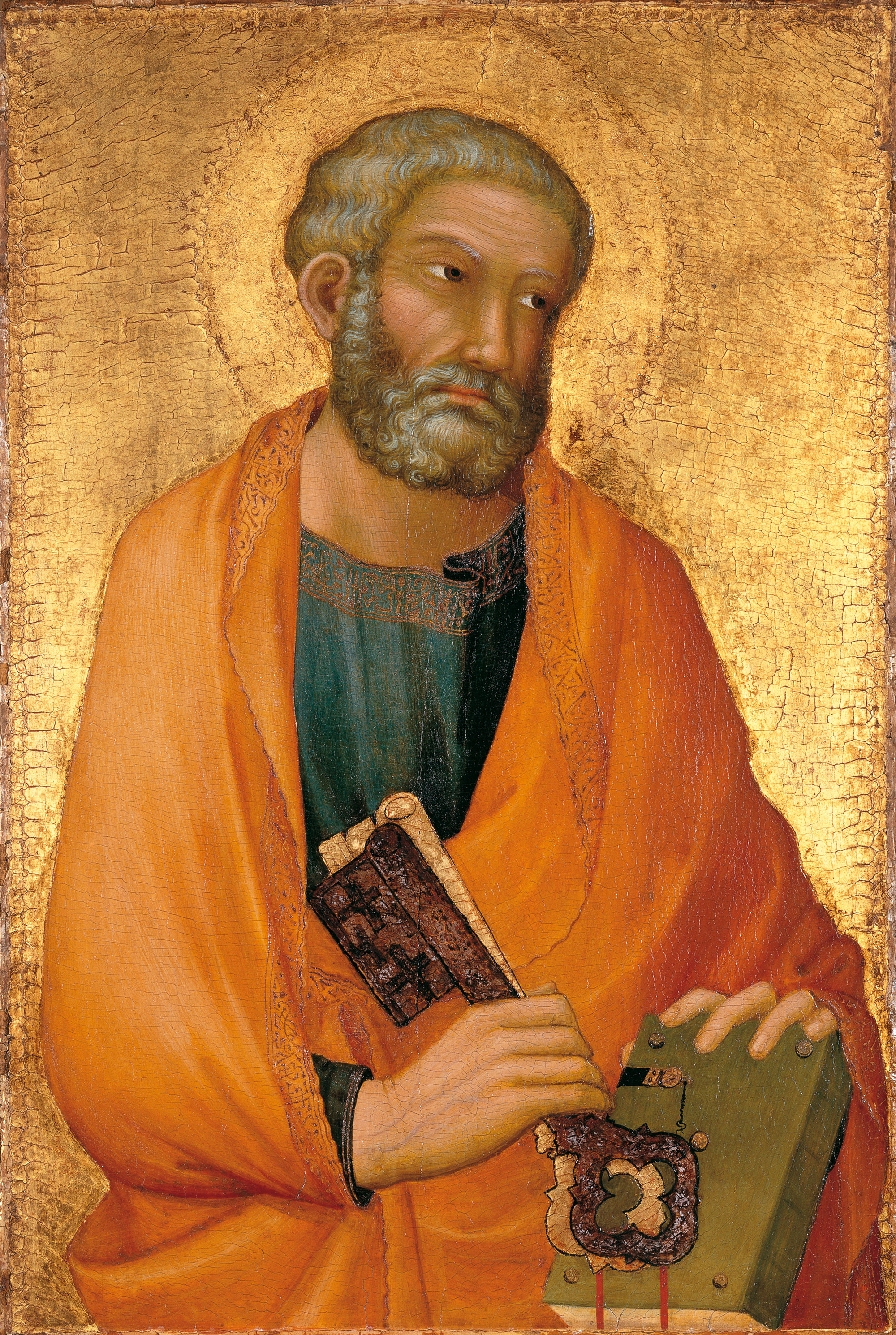
Сімоне Мартіні, «Святий Петро». бл. 1326
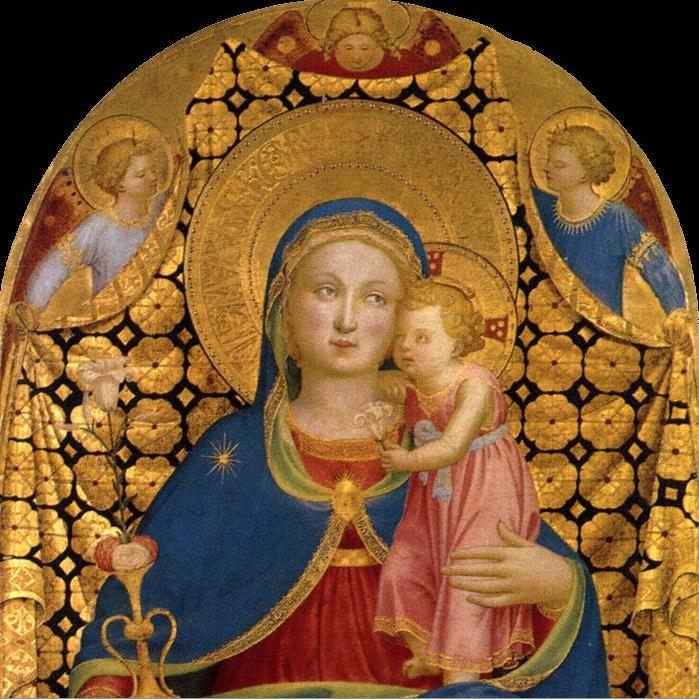
Фра Анджеліко, Мадонна на троні, 1435
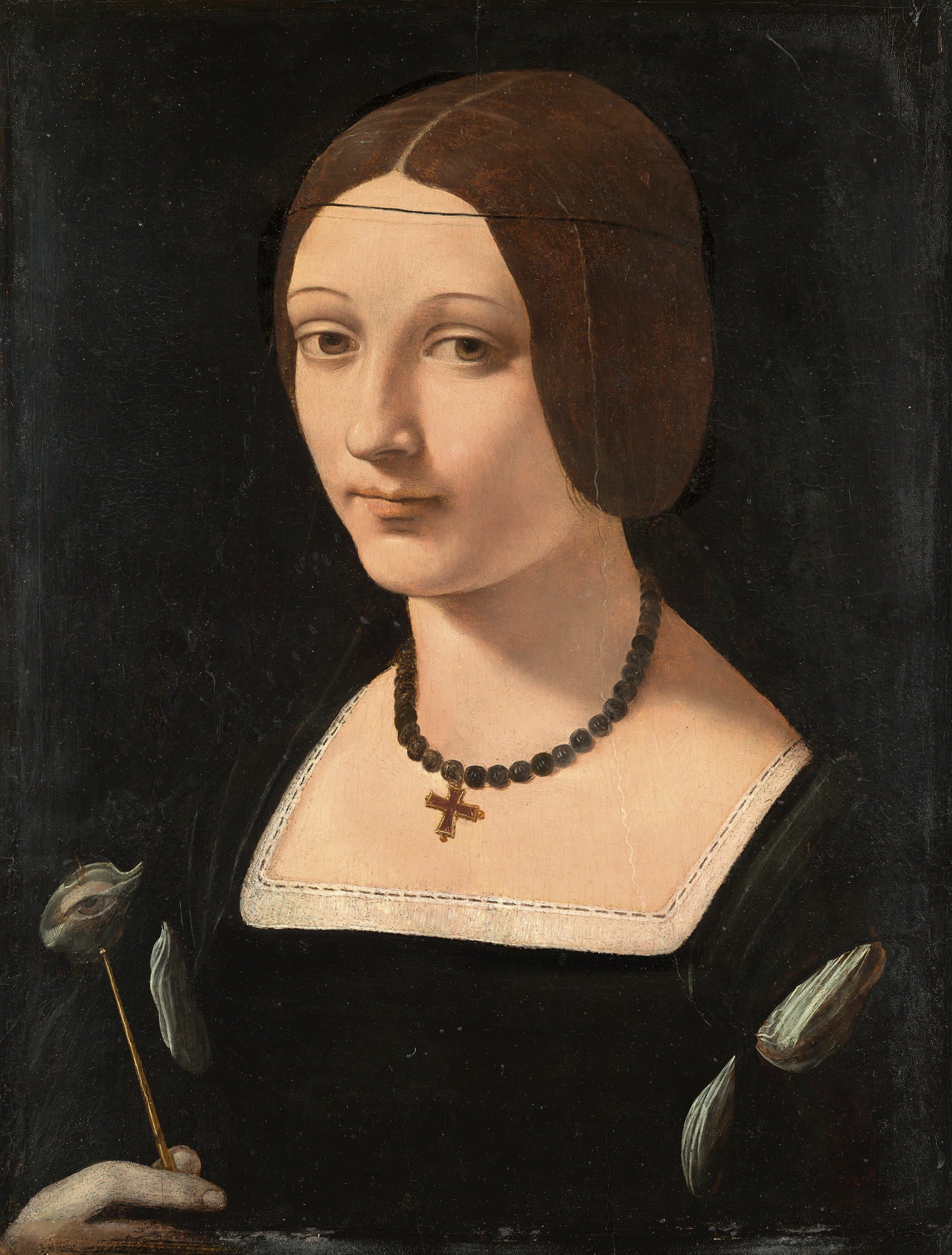
Джованні Антоніо Больтраффіо, Св. Лючія
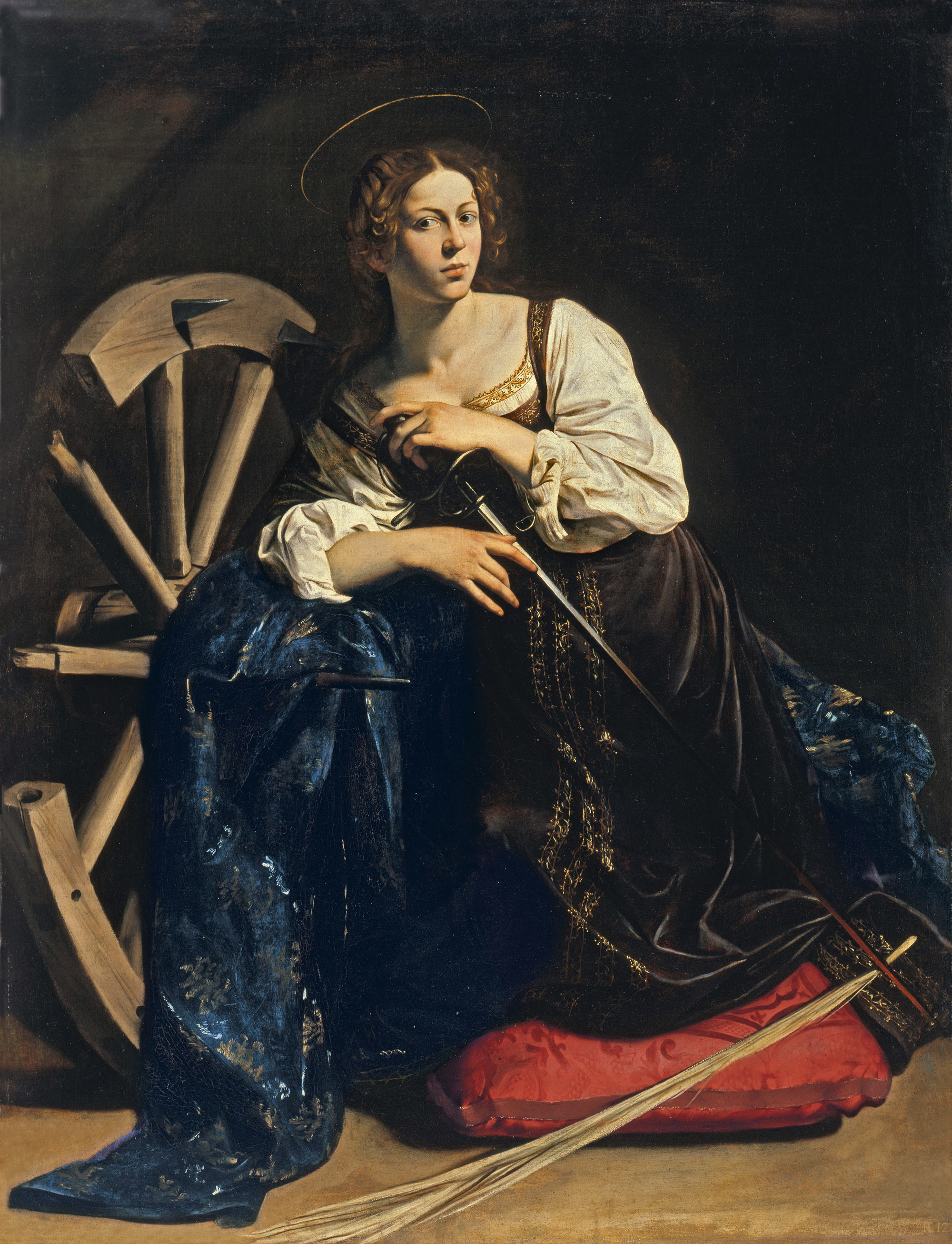
Караваджо, Св. Катерина Александрійська
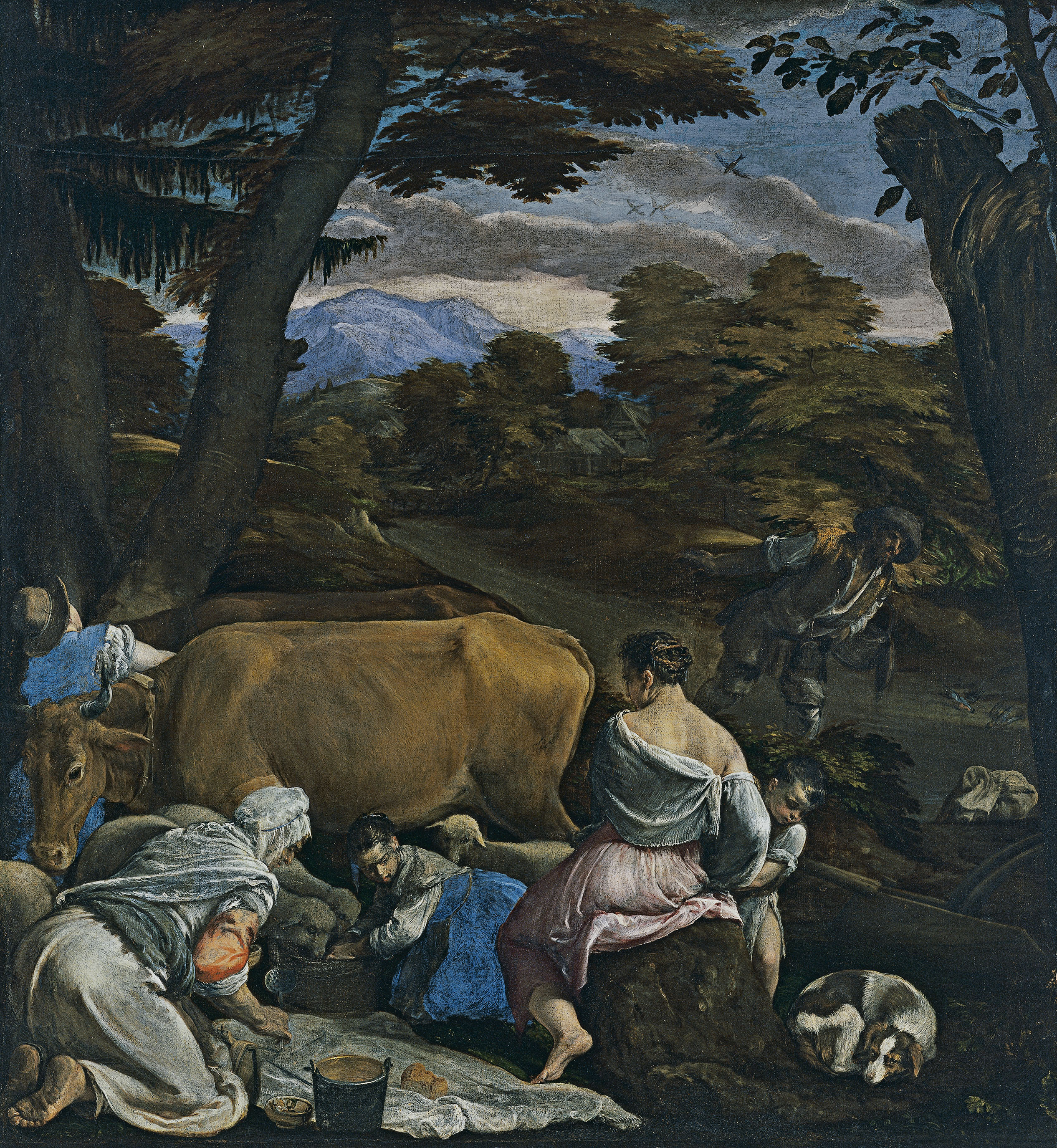
Якопо Бассано, Сільська сцена
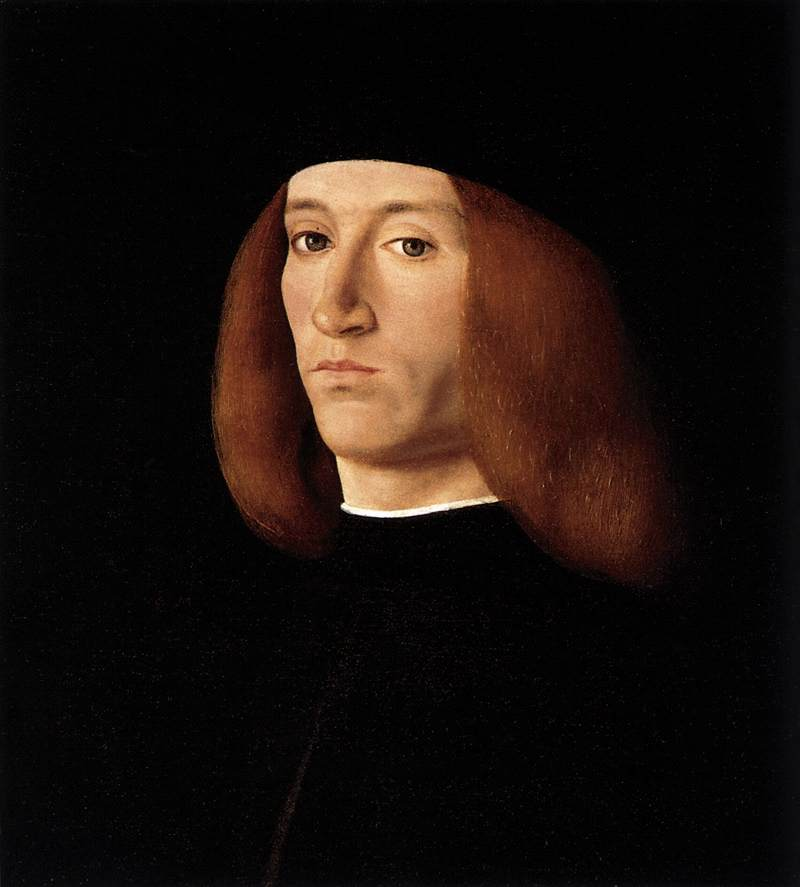
Андреа Соларіо, невідомий,. 1490
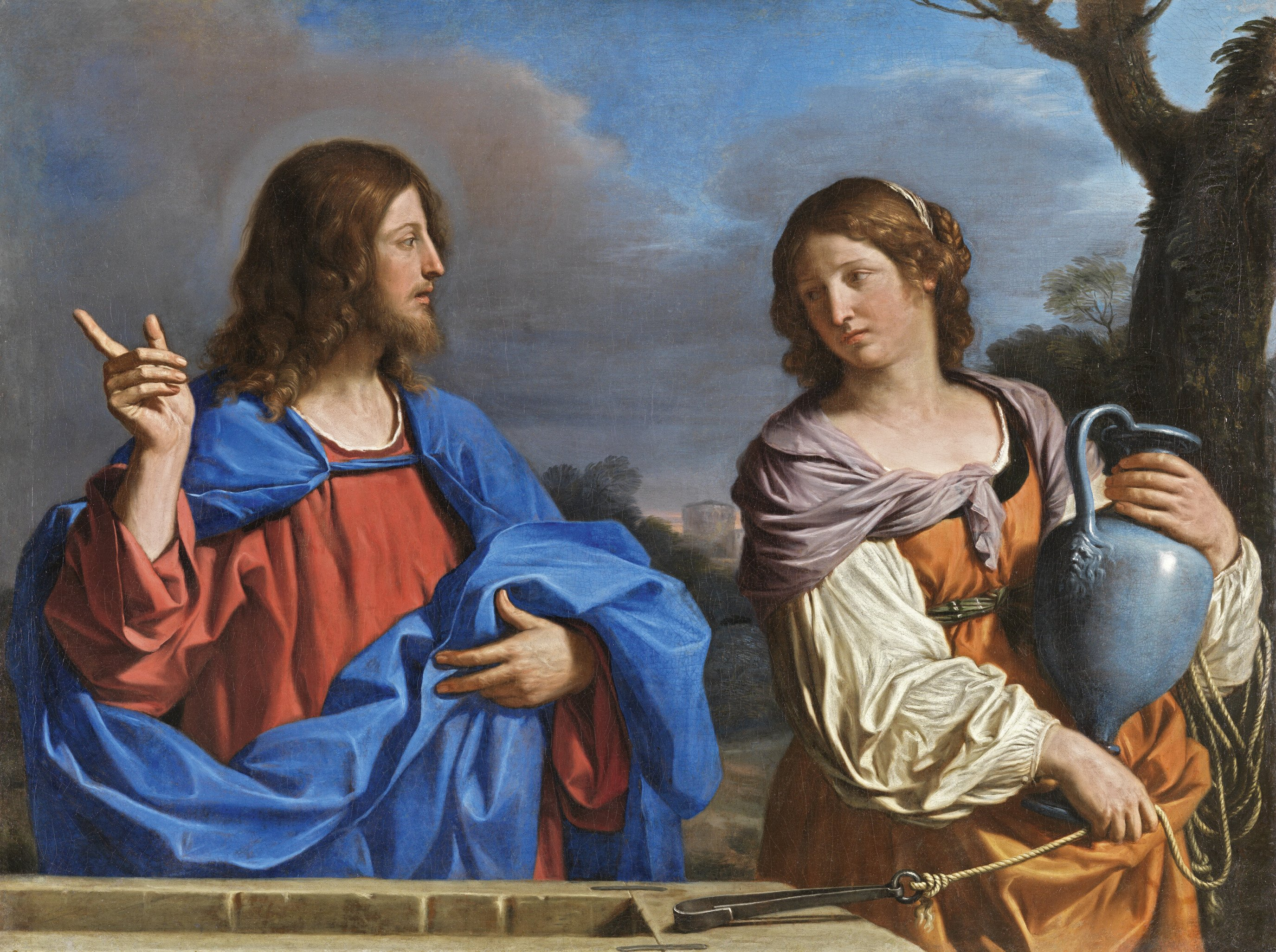
Гверчіно, Христос і самаритянка
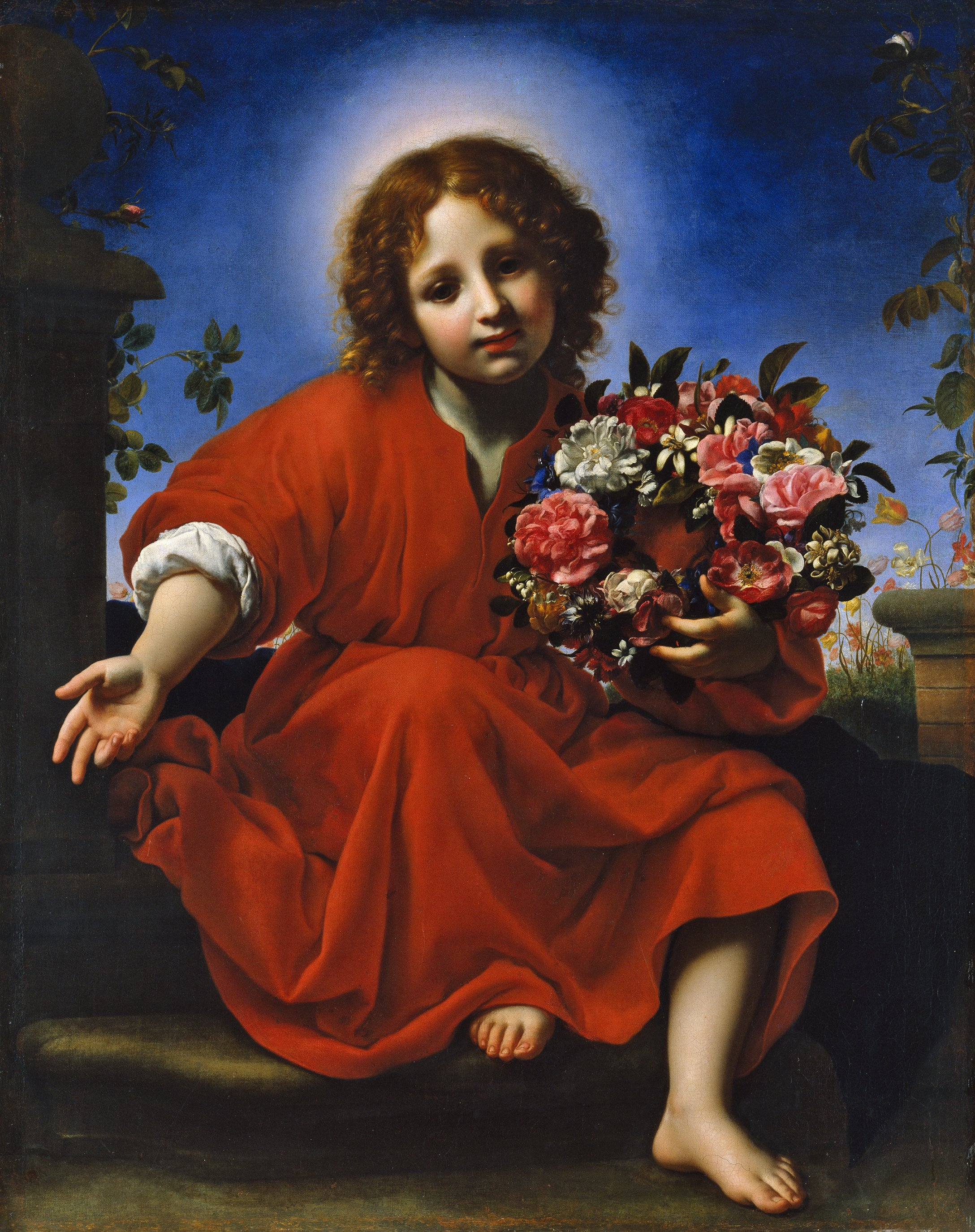
Карло Дольчі, Христос дитиною

### Західноєвропейський портрет

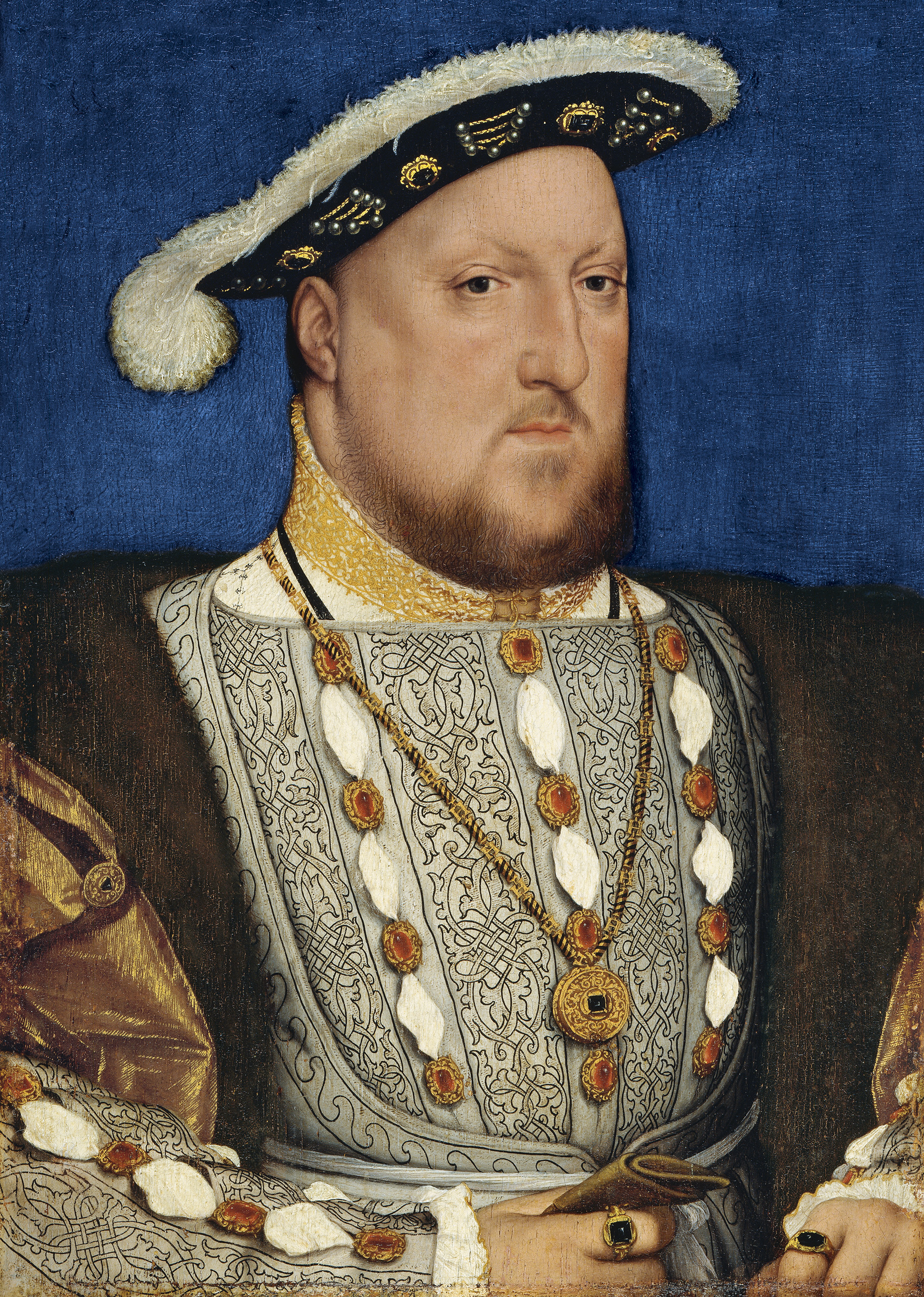
«Портрет Генріха VIII», Ганс Гольбейн, бл. 1536
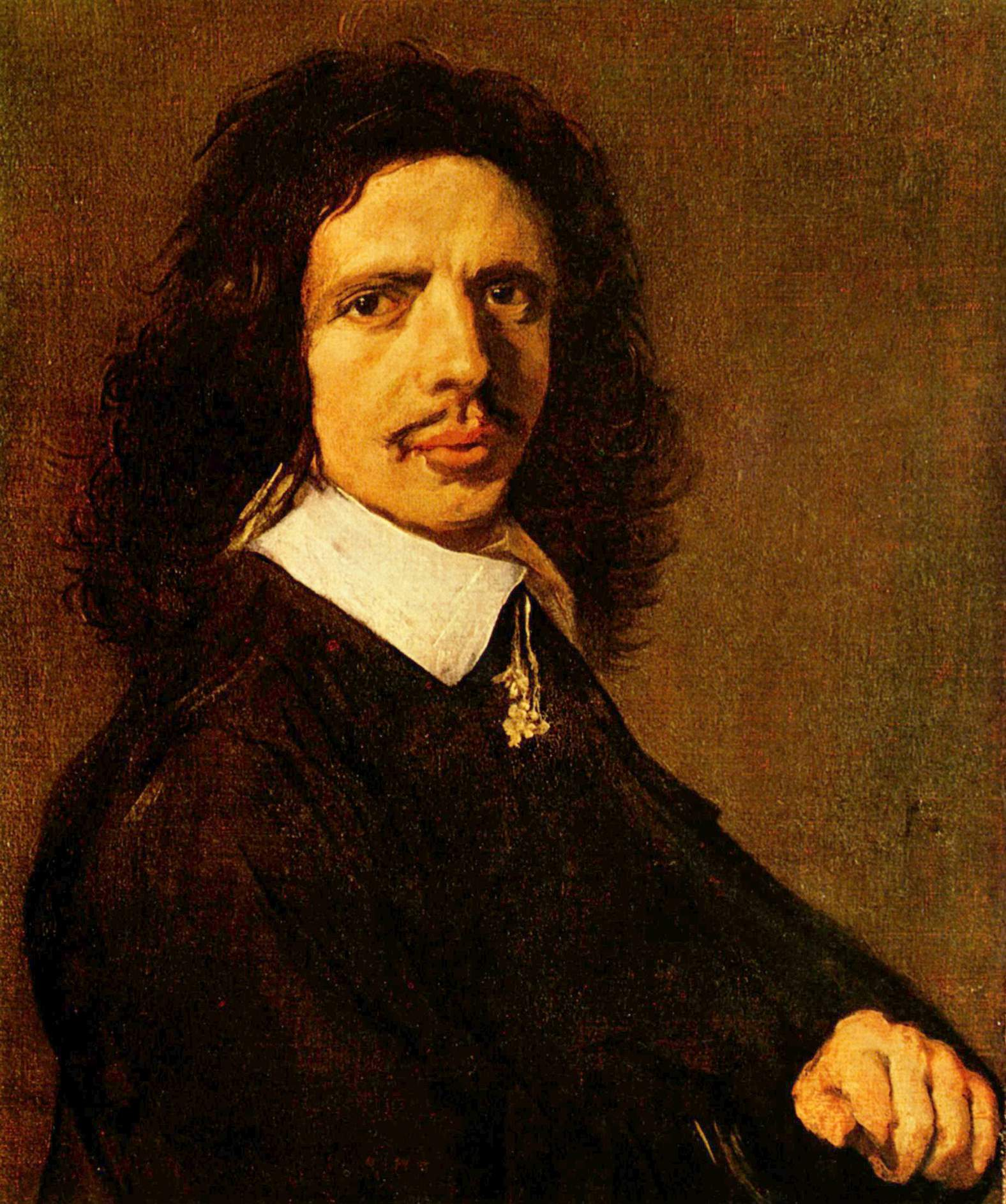
«Портрет молодого чоловіка», Франс Халс, 1655-1660
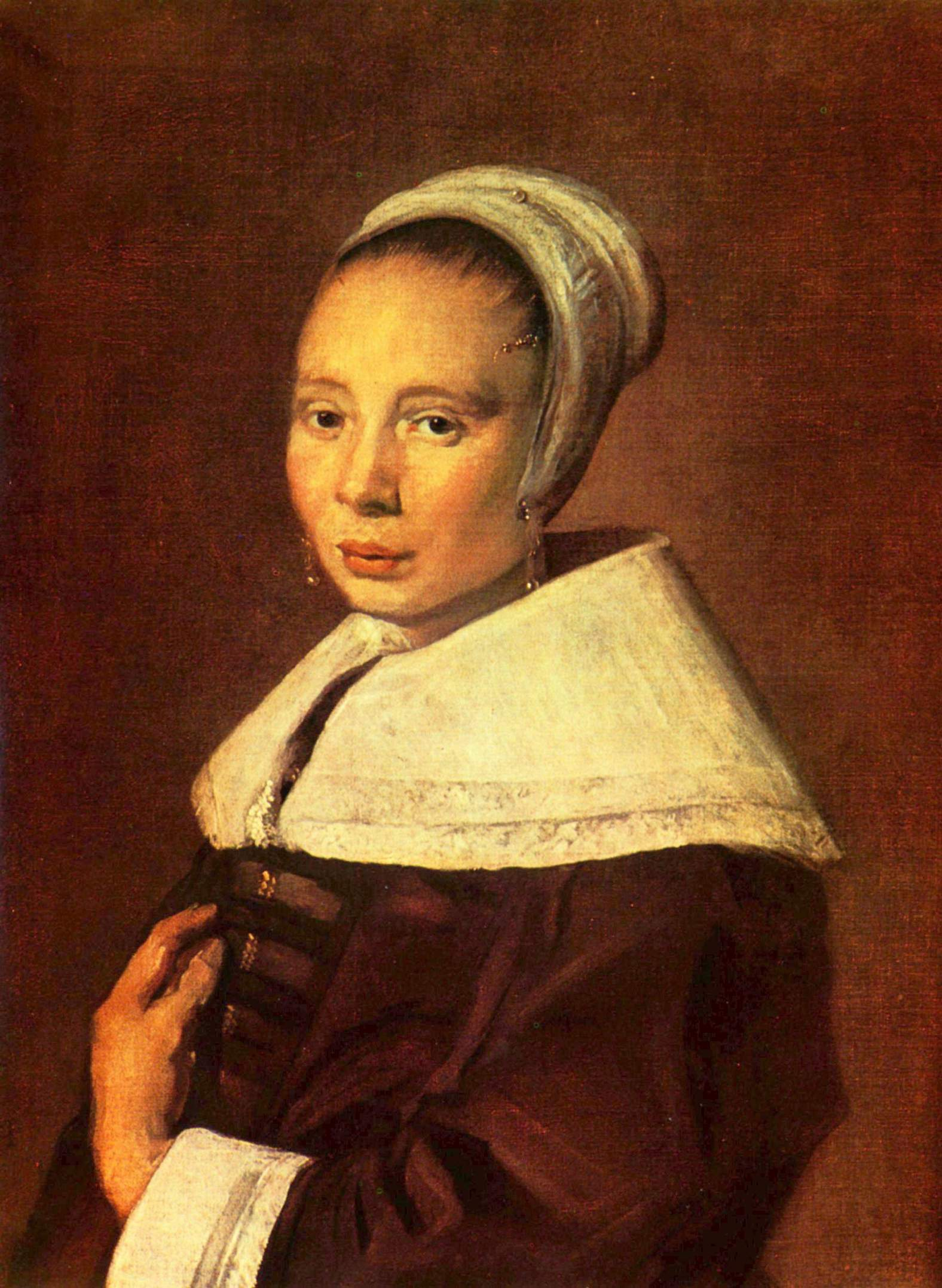
«Портрет молодої жінки», Франс Халс, 1655-1660
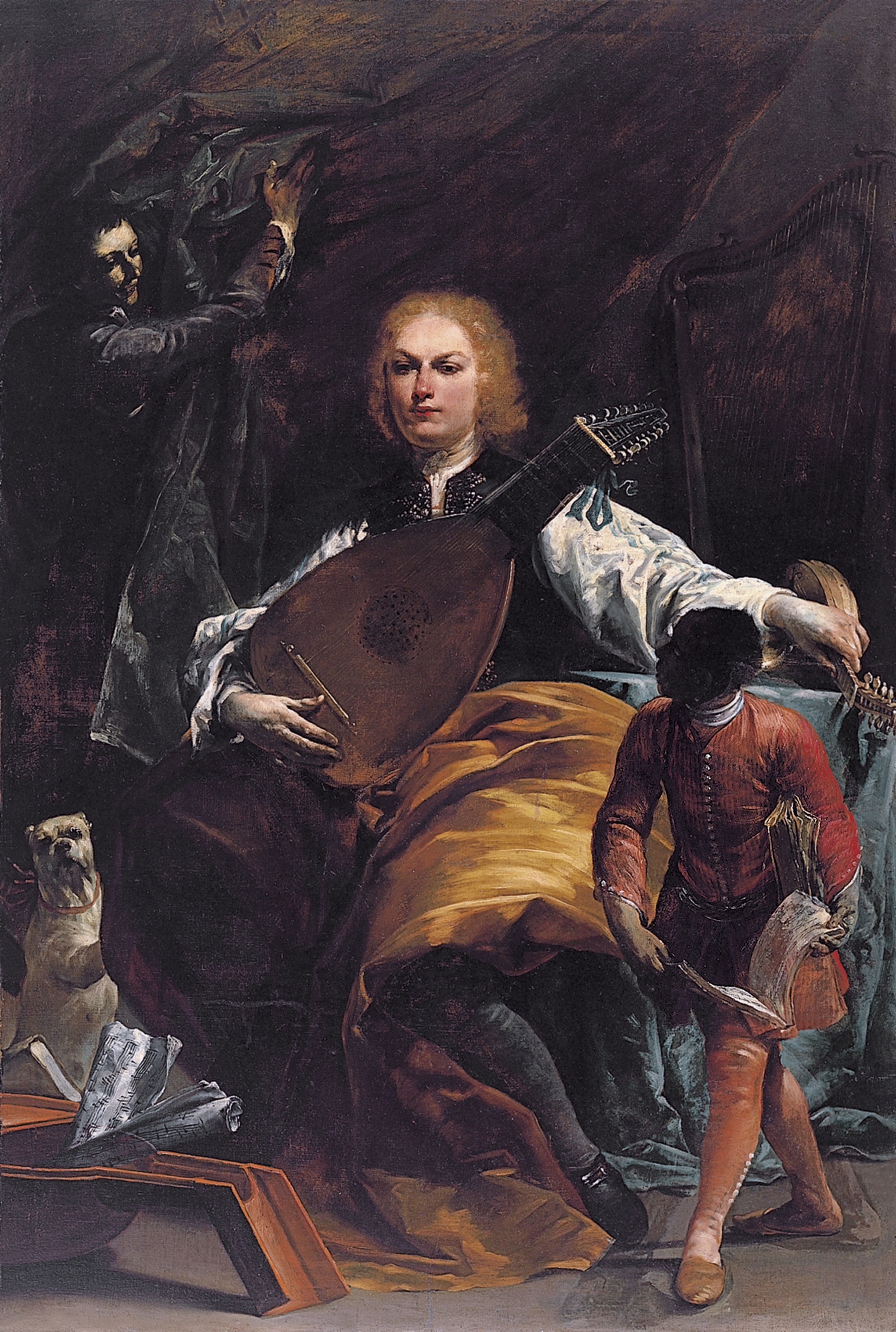
Креспі, портрет Фульвіо Граті, бл. 1710

### Натюрморти збірки

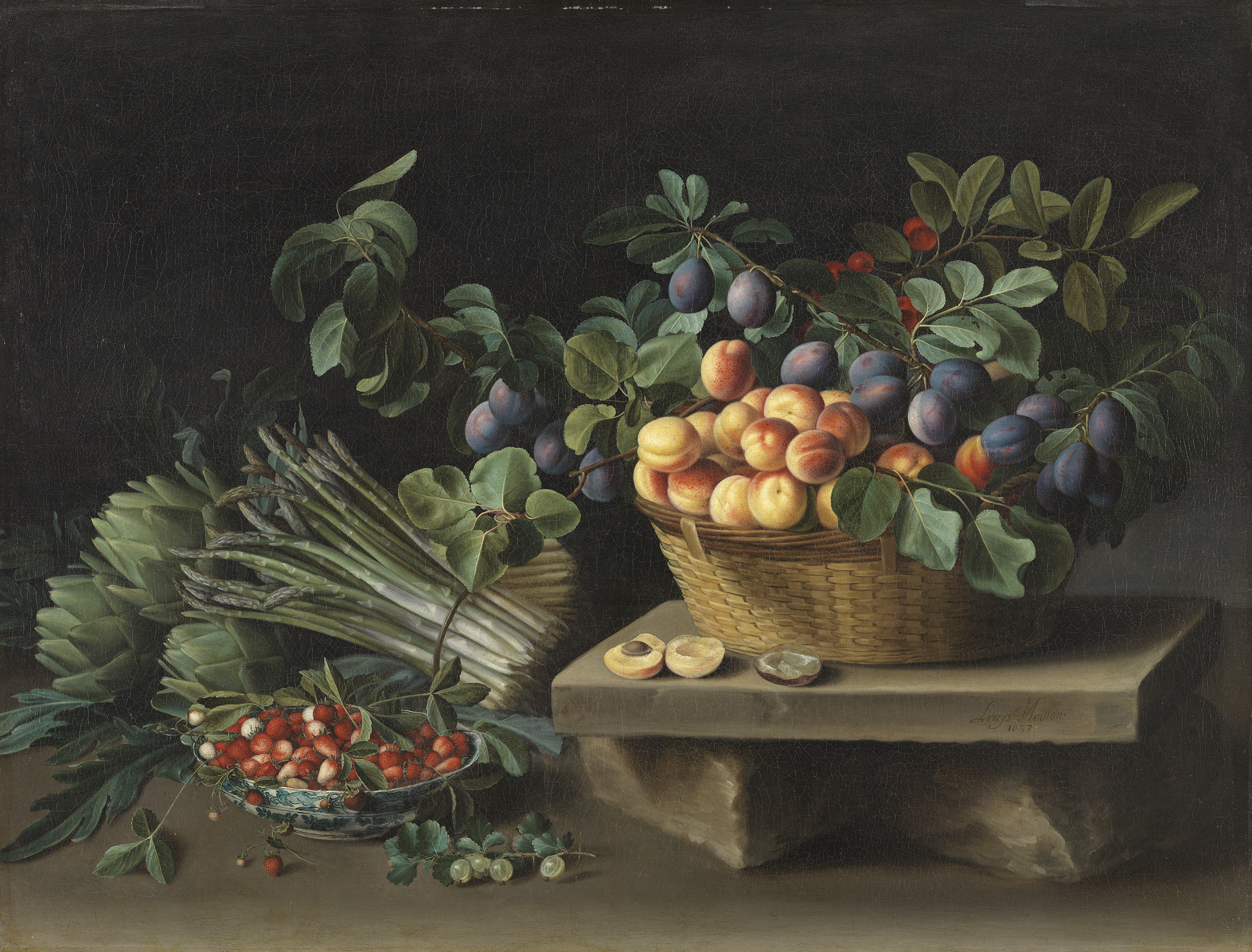
Луїза Муайон, «Натюрморт з фруктами», 1637
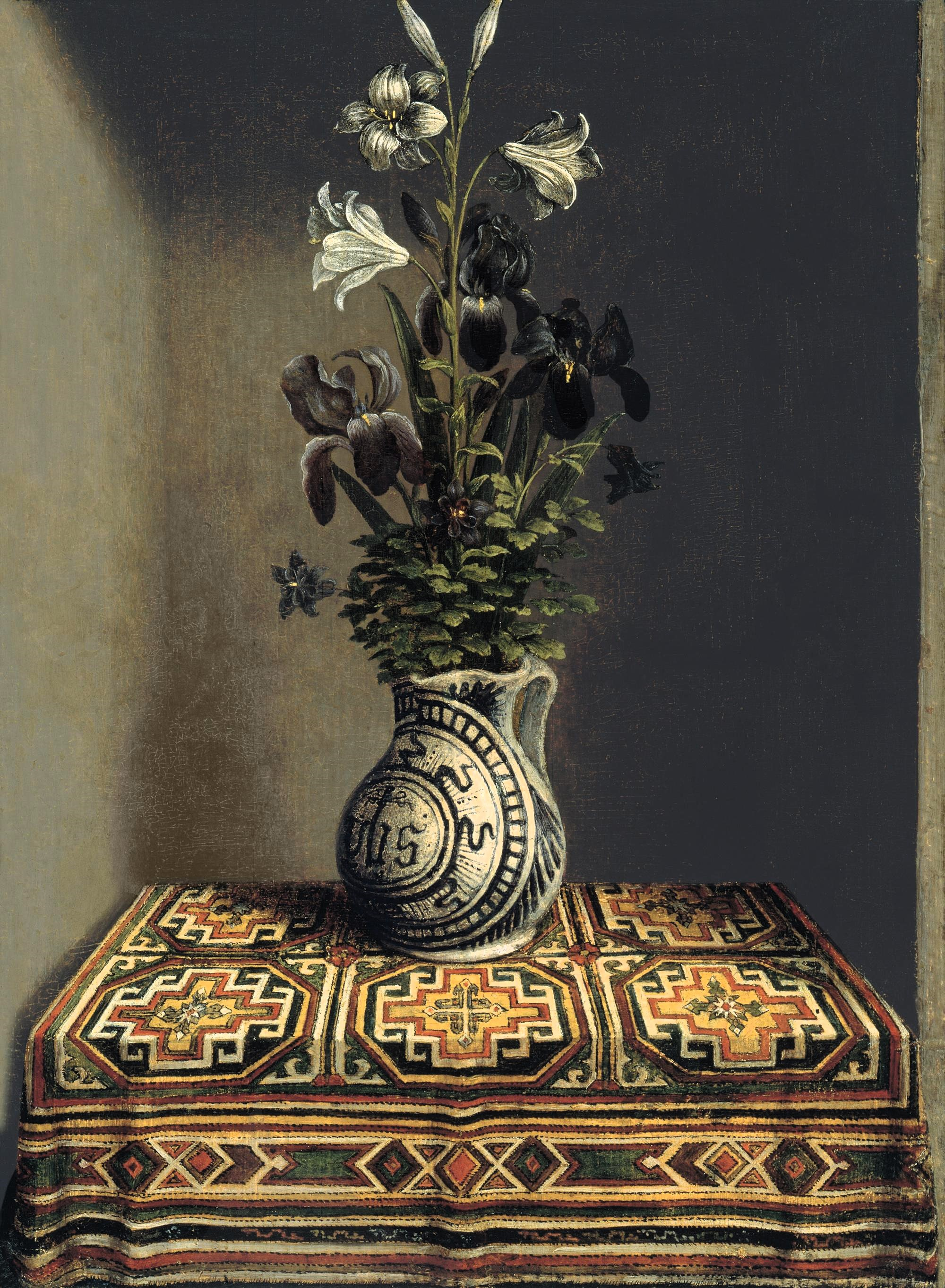
Ганс Мемлінг, натюрморт (серед перших в Європі 15 ст.)
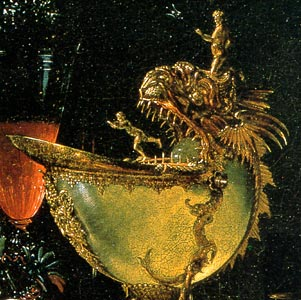
Віллем Калф, «Натюрморт з наутілусом»
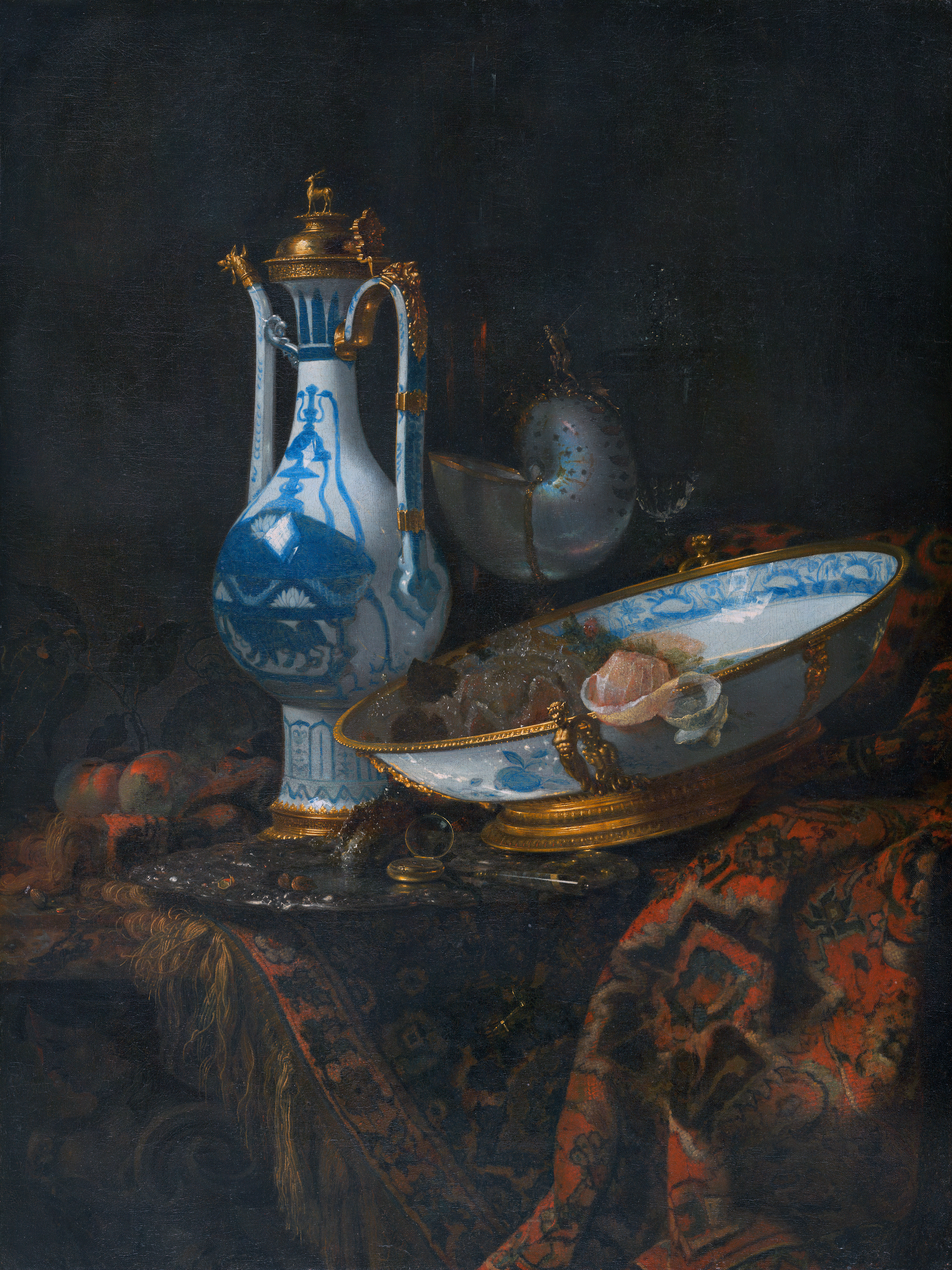
Віллем Калф , «Фрукти та келихи»
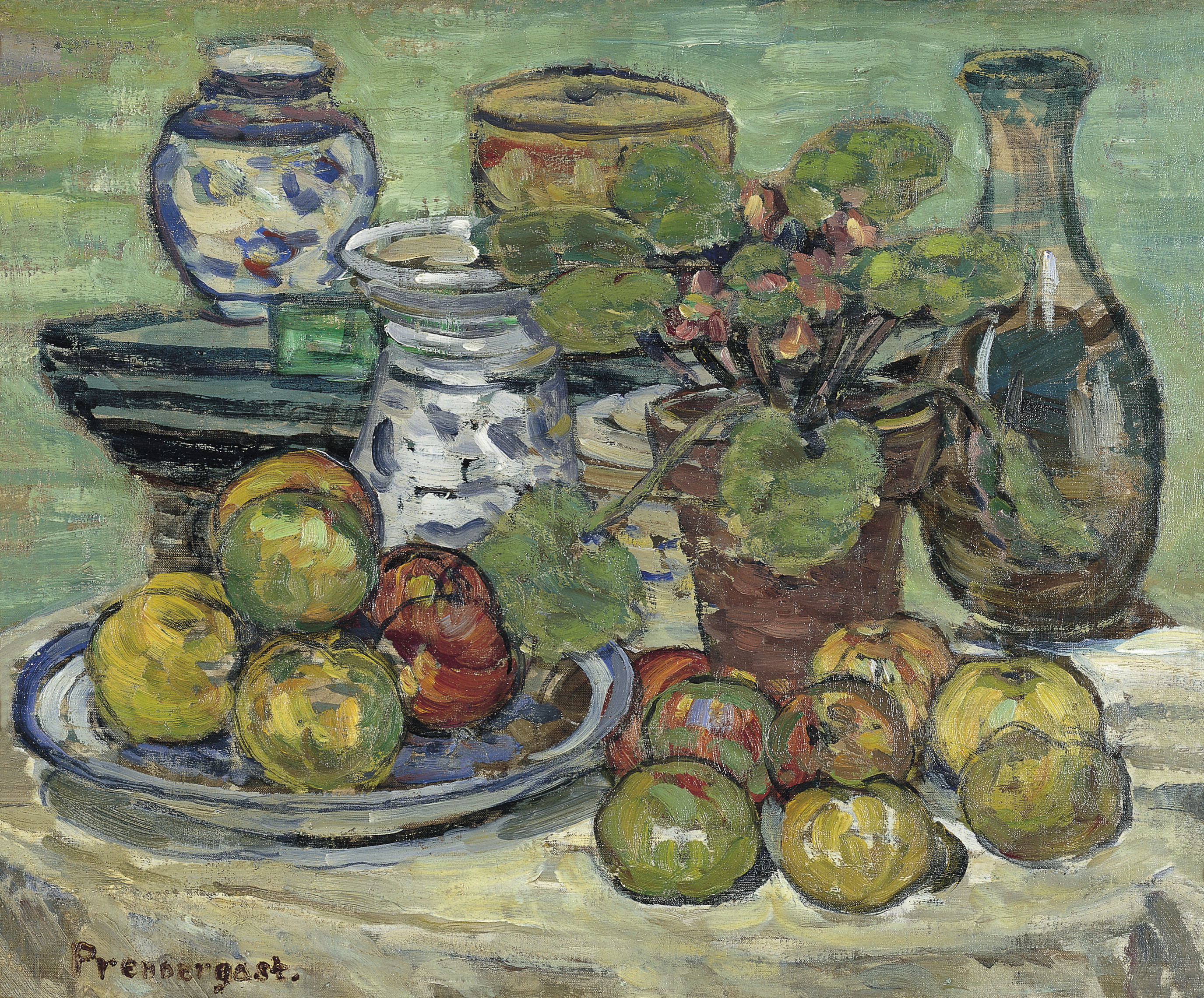
Моріс Прендергаст, «Бодегон»

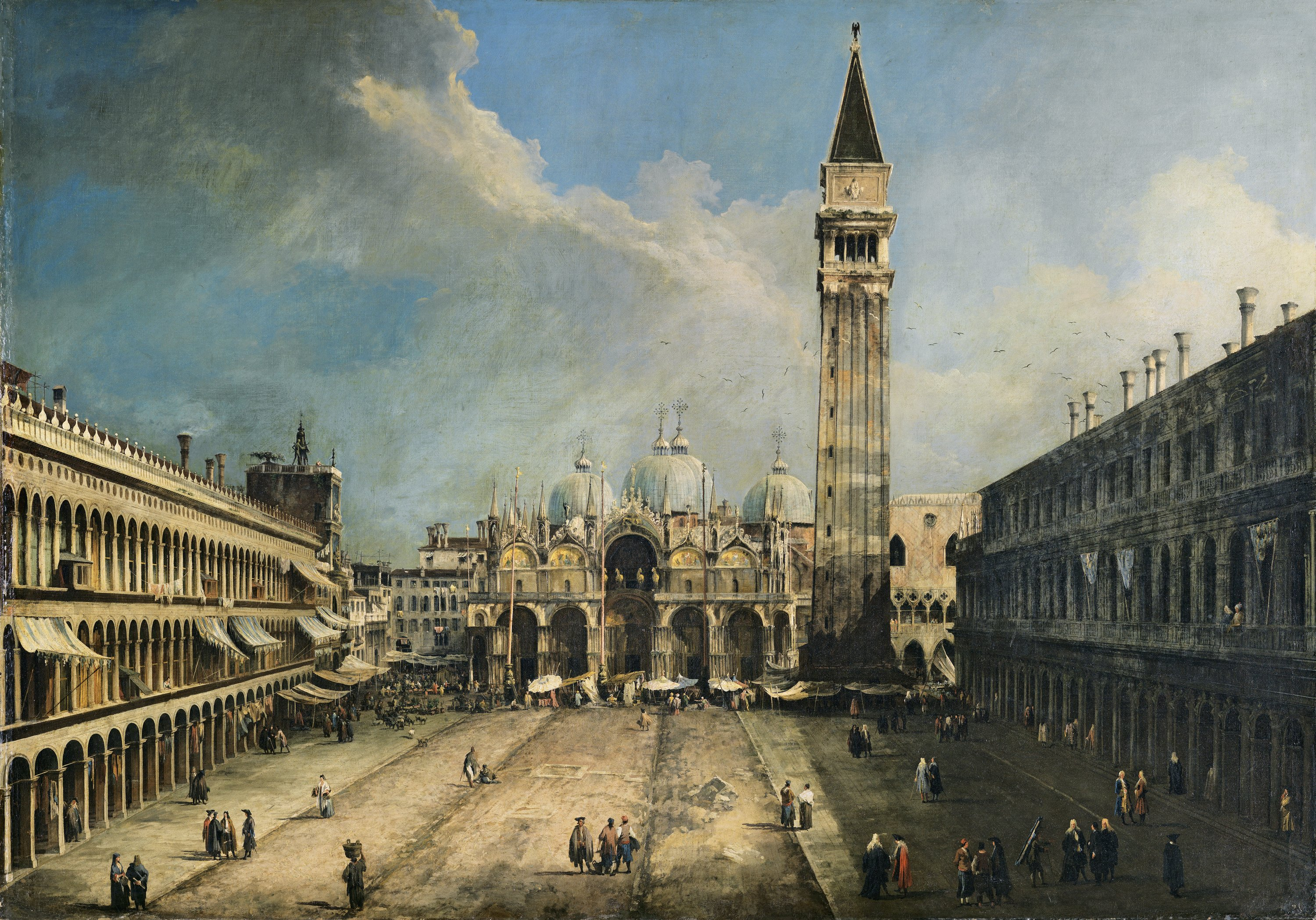
Каналетто, «Площа святого Марка», до 1723
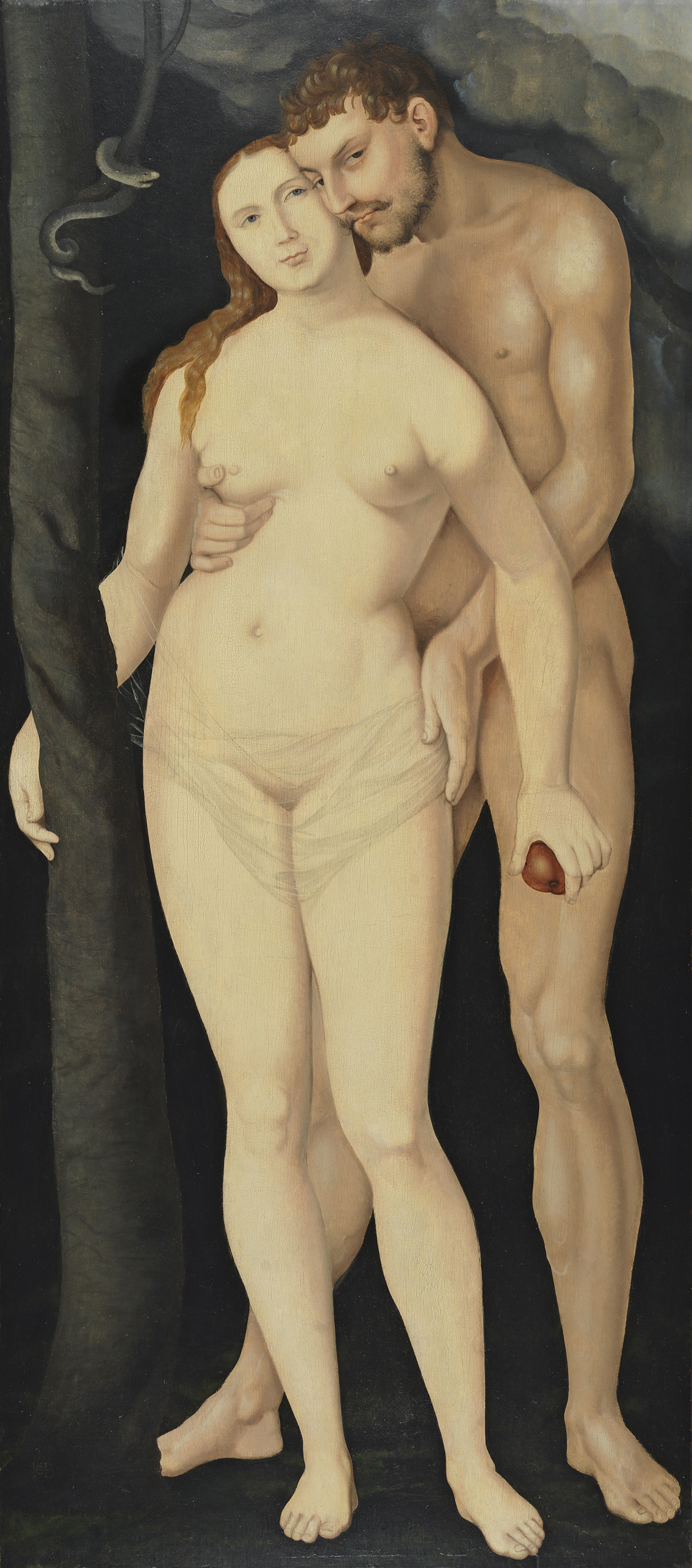
Ганс Бальдунг, «Адам та Єва», бл. 1531-1535
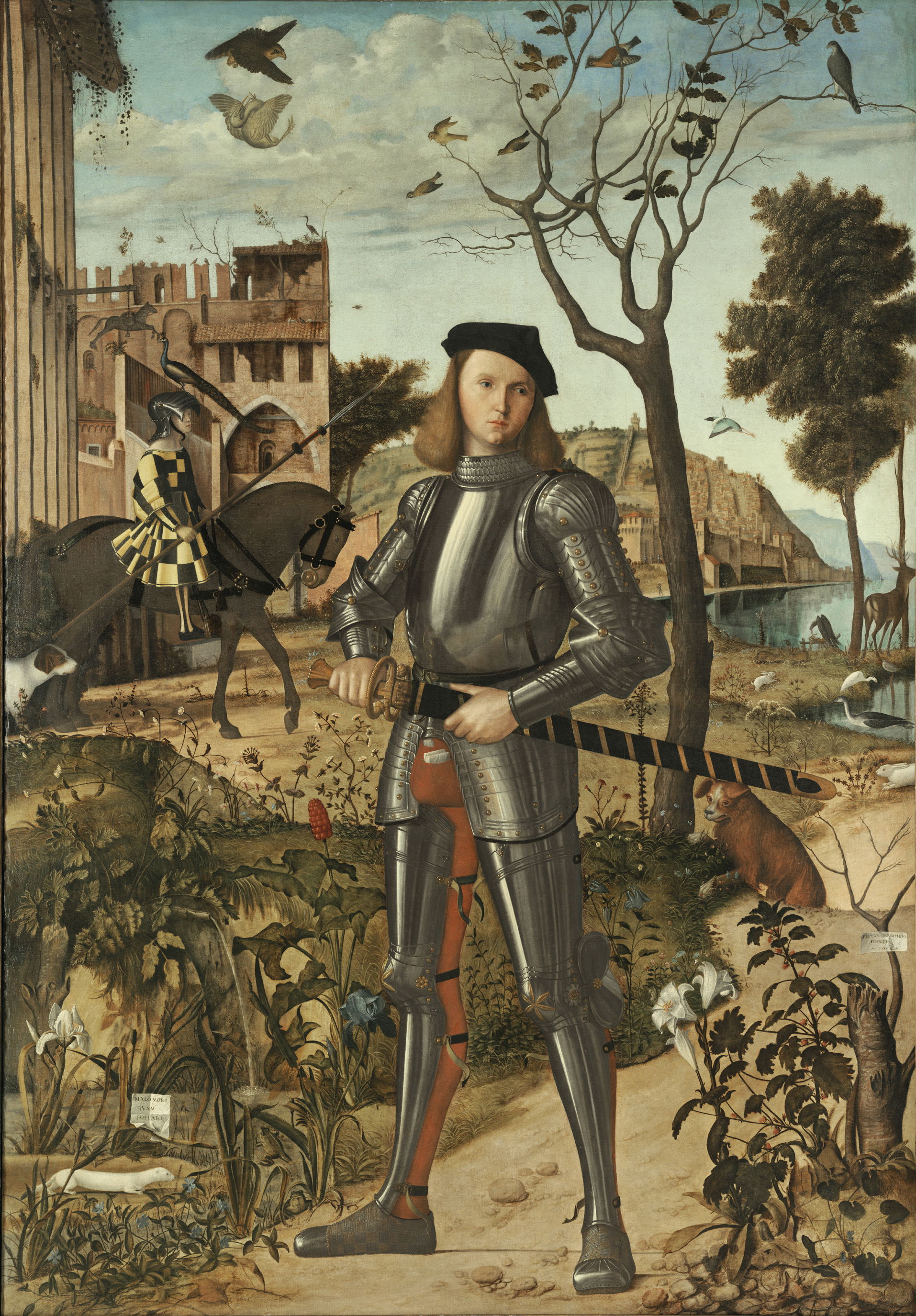
Вітторе Карпаччо, «Молодий лицар на фоні пейзажу», 1510
Лукас Кранах Старший, «Німфа на відпочинку біля водограю», 1530-1535
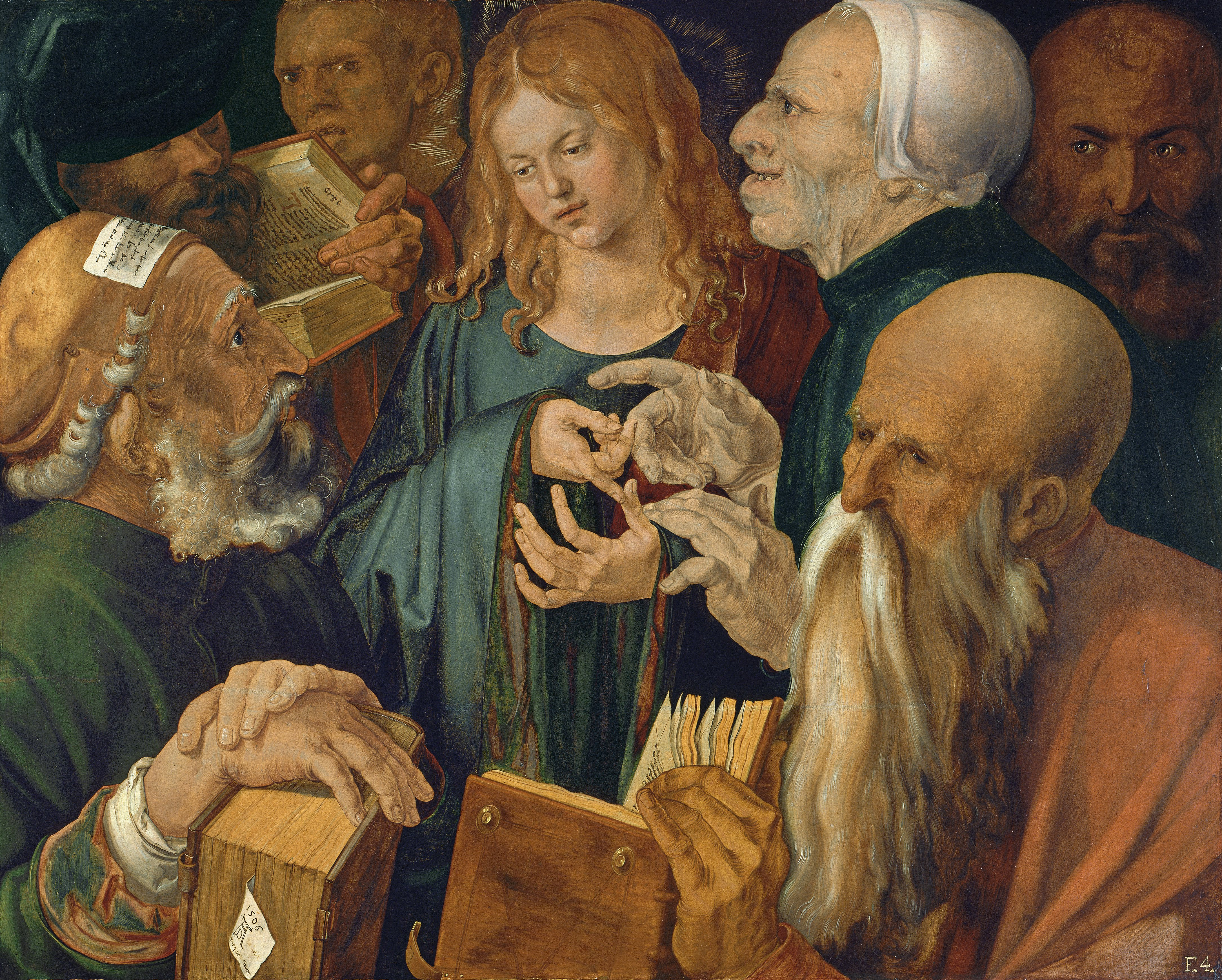
«Христос серед учителів», Альбрехт Дюрер, 1506
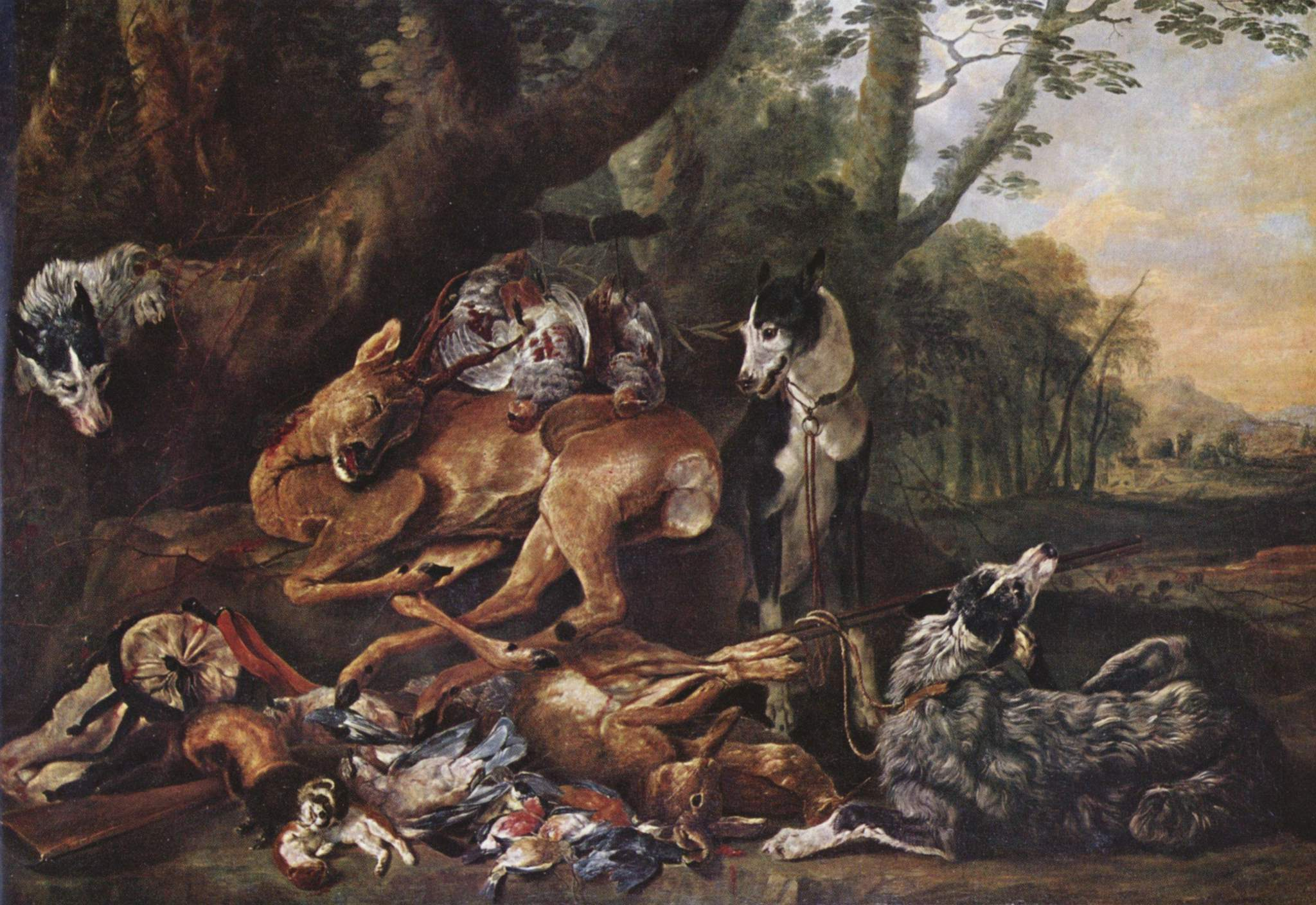
«Здобич», Ян Фейт, 1649
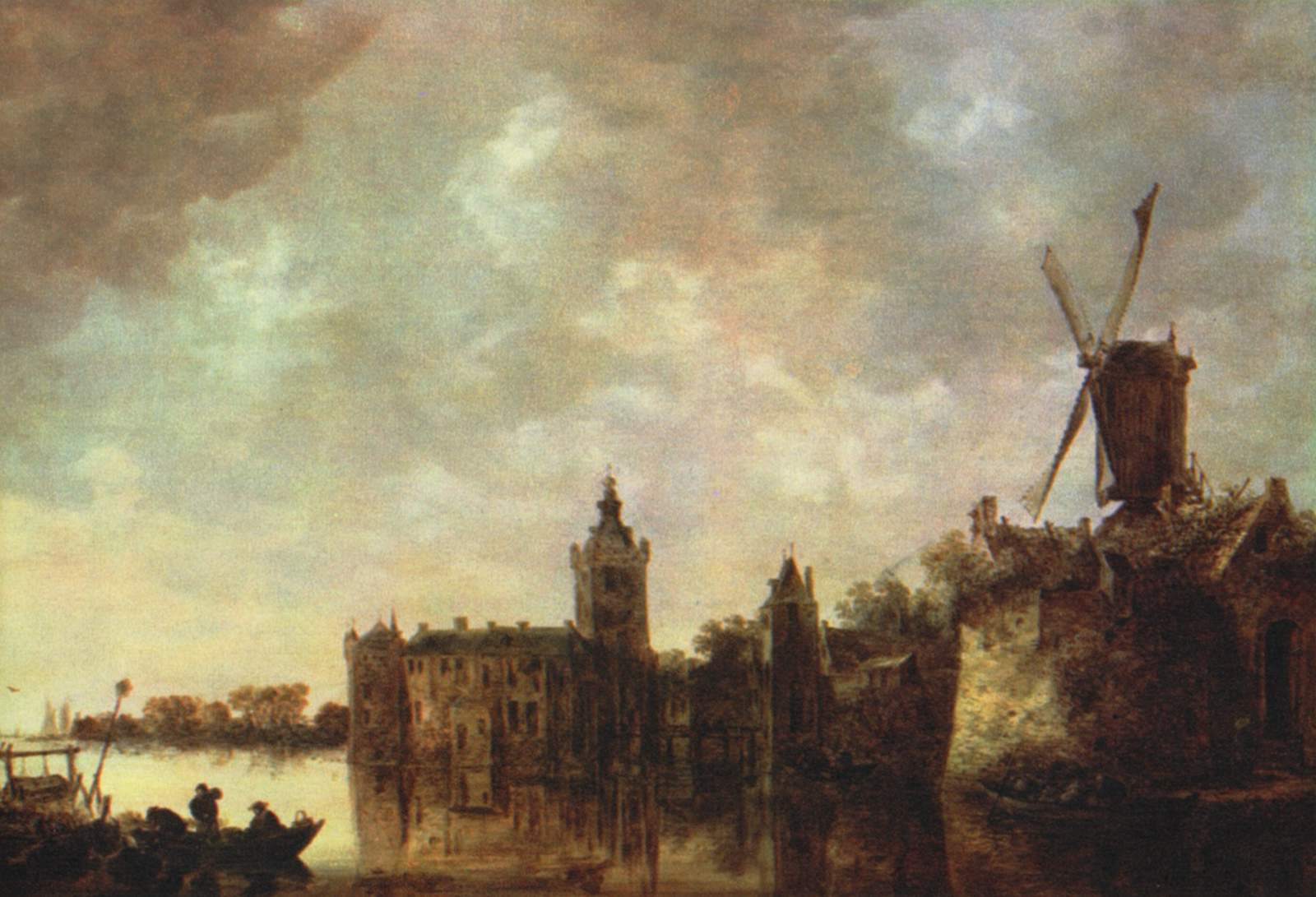
«Замок Монтфорт», Ян ван Гойєн, 1645
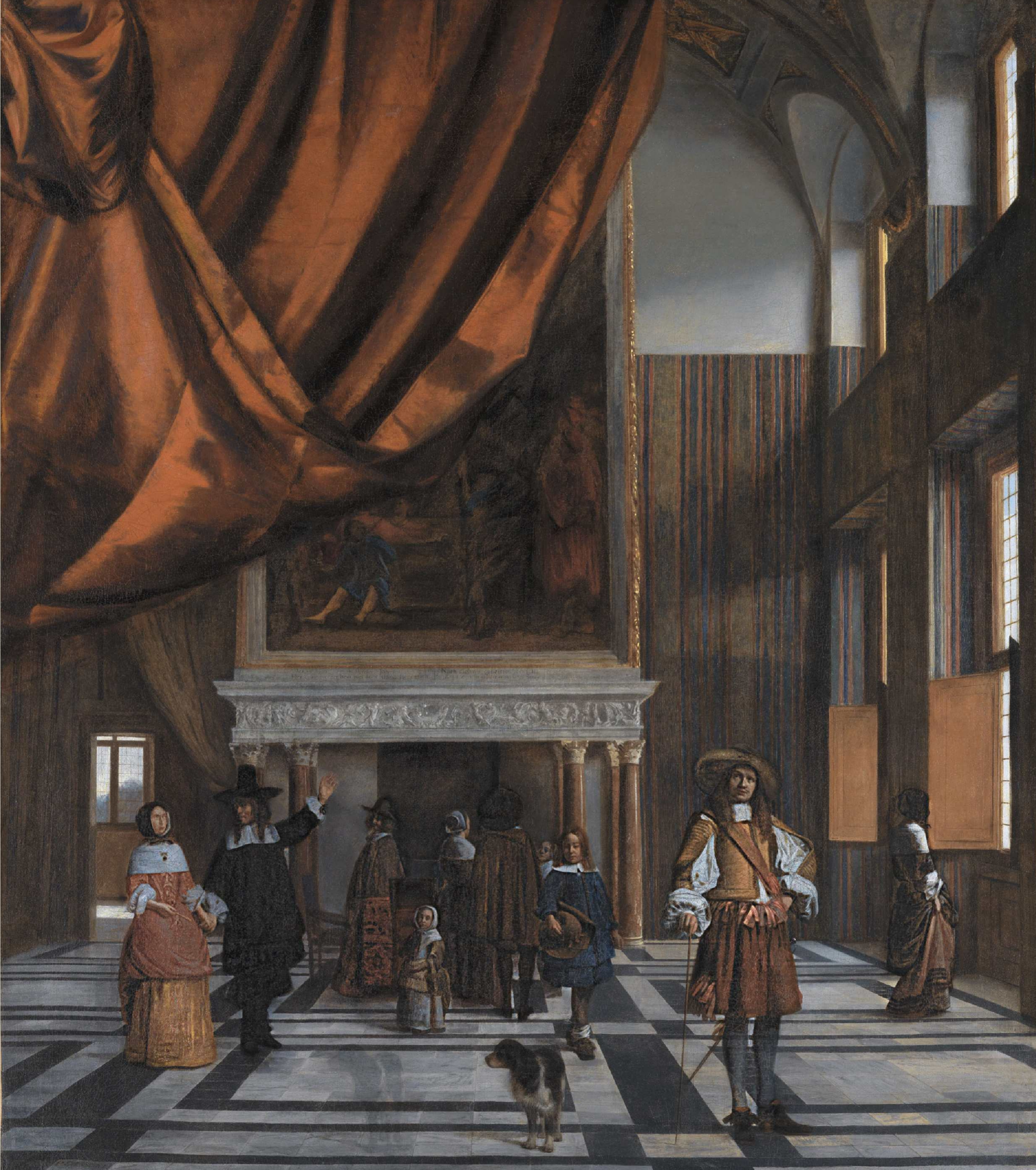
Пітер де Гох, «Зала ради бургомістрів в ратуші Амстердама», 1663/65

### Картини 19 століття

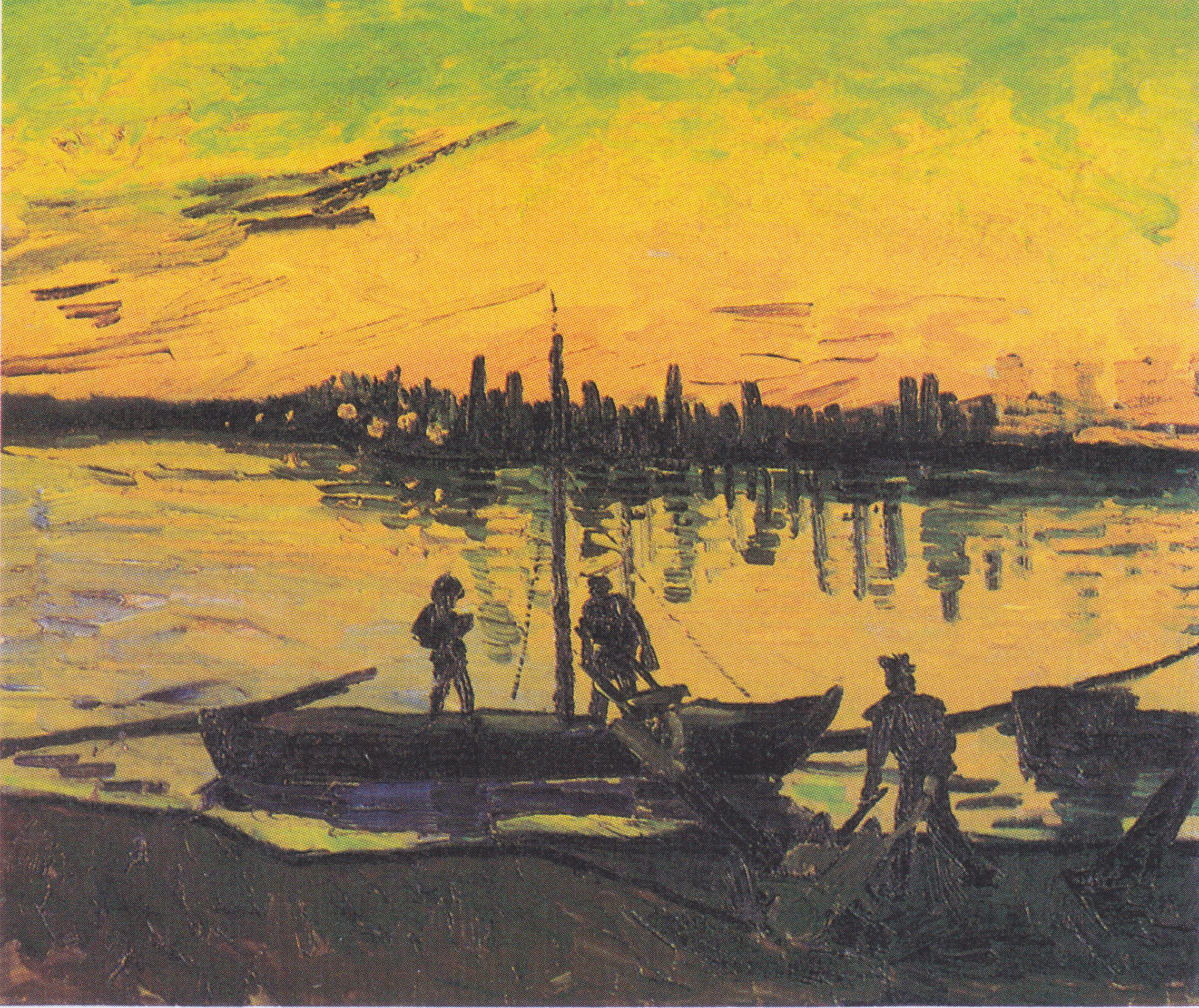
Вінсент ван Гог, Докери в Арлі
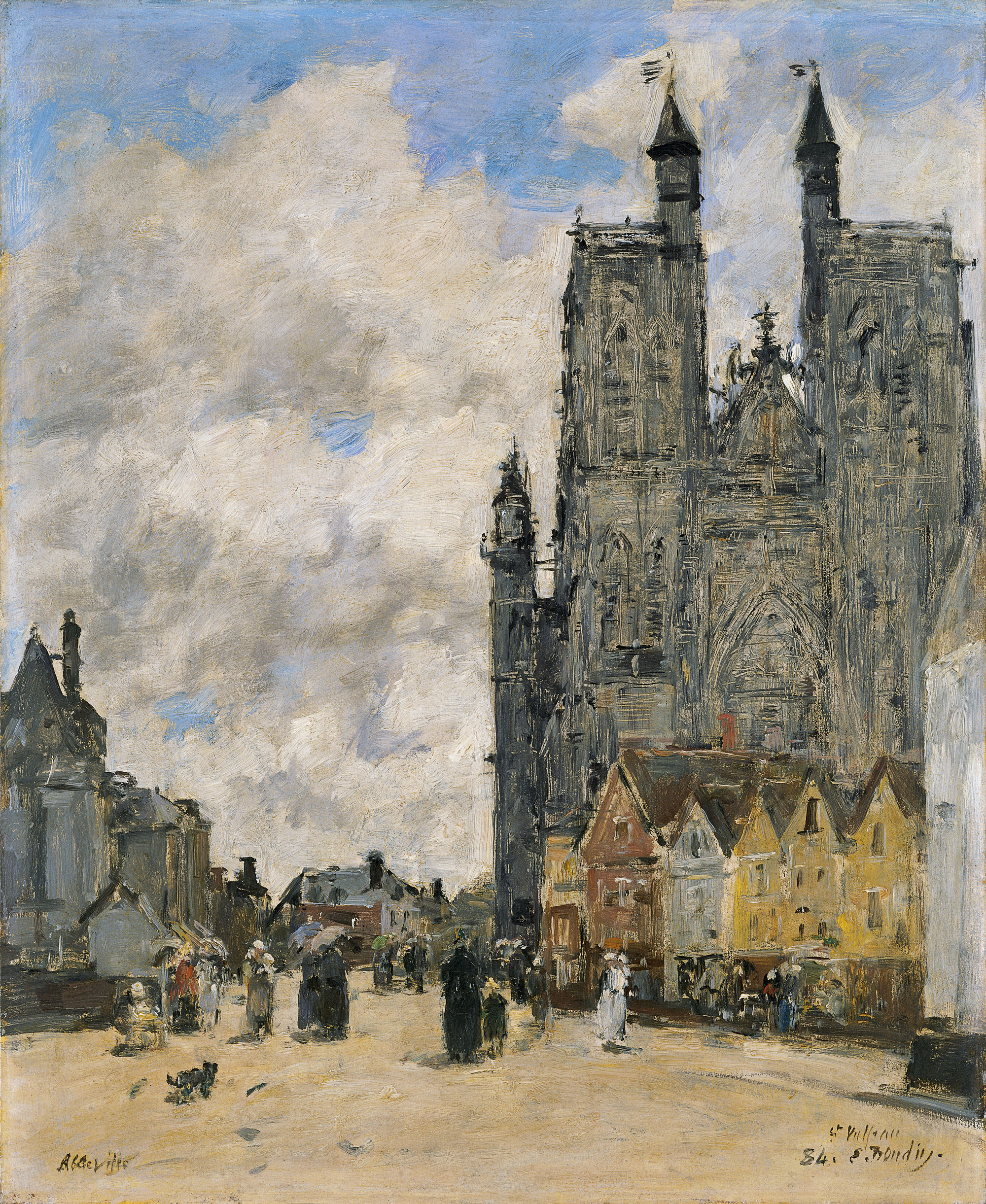
Ежен Буден, Площа та церква Сант Вульфран, 1884
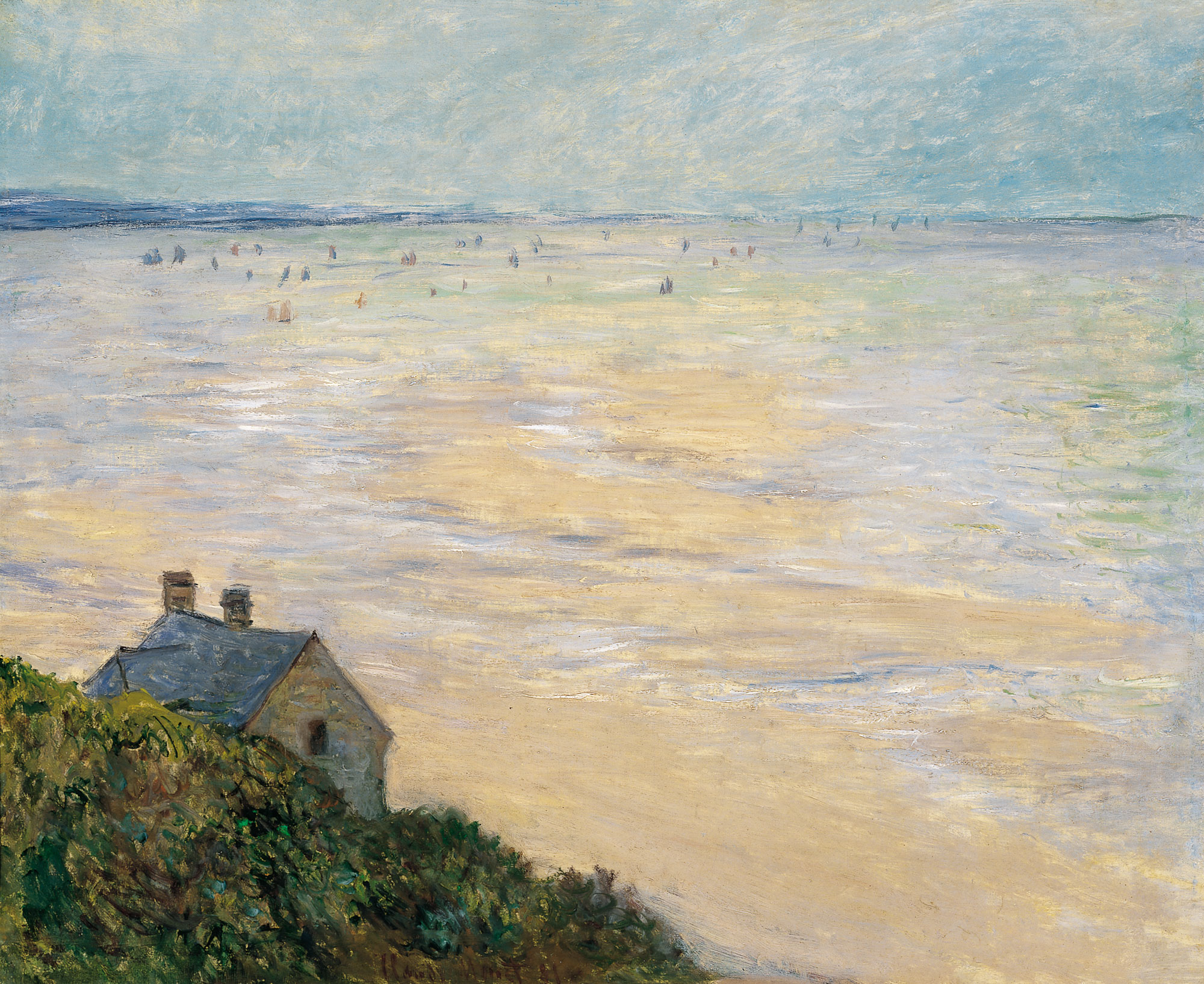
Клод Моне, Хижка в Трувілі, 1881
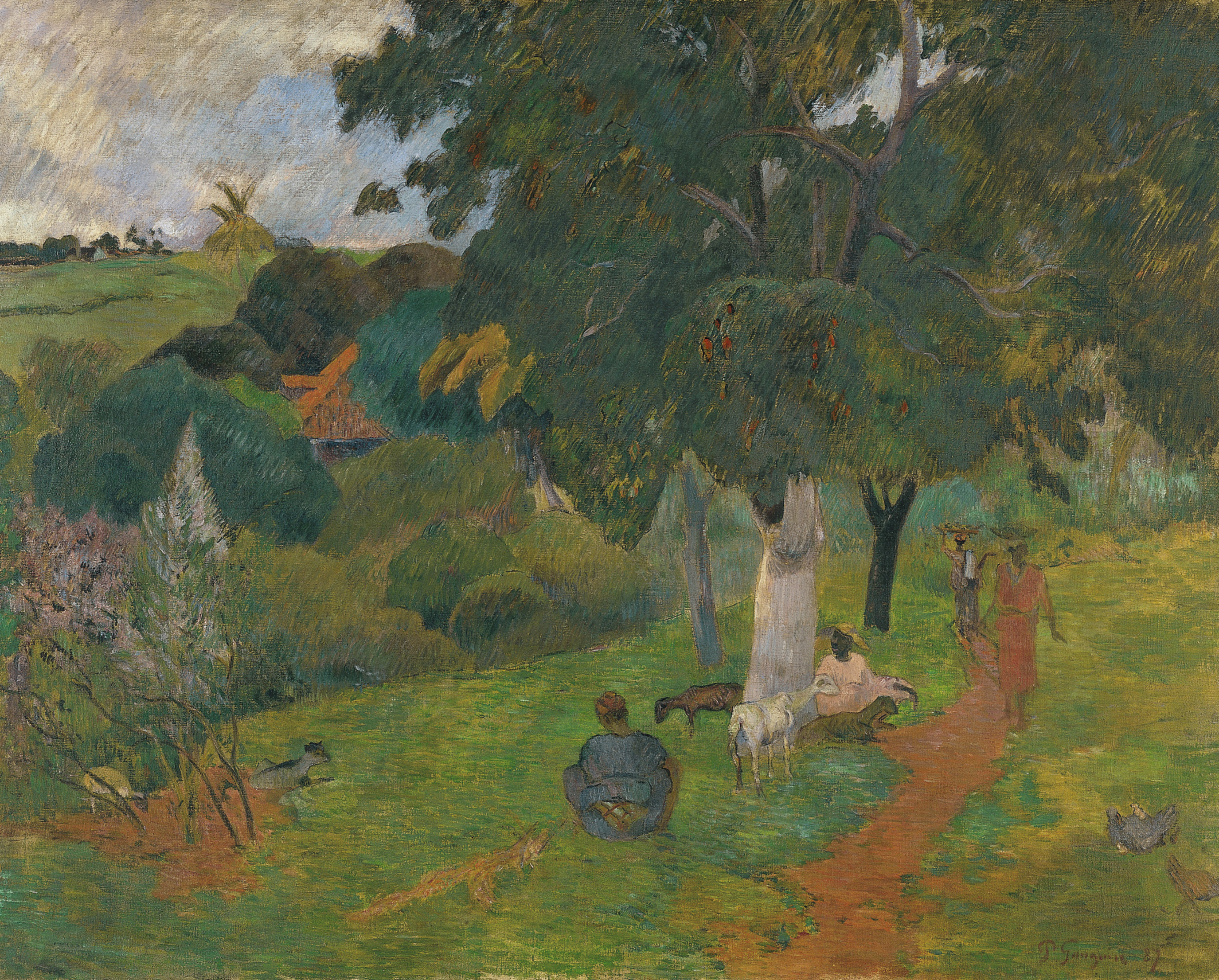
«Прихід та ухід», Поль Гоген, 1887
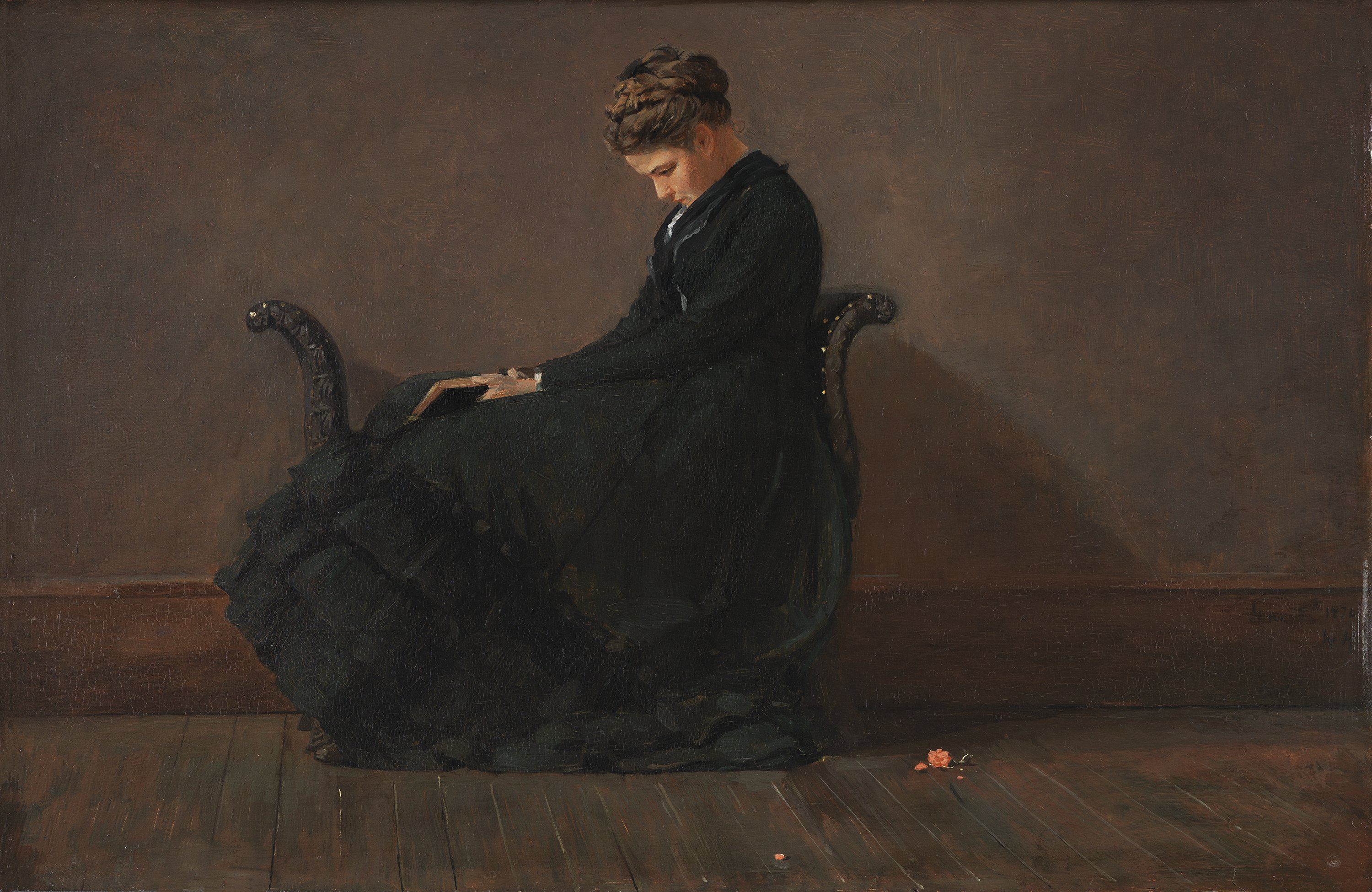
Вінслов Гомер, США. «Портрет Єлени де Кей», 1872 р.